# Висло-одарска офанзива
Висло-одарска офанзива је била операција Црвене армије на Источном фронту на европском попришту Другог светског рата у јануару 1945. Војска је направила велики напредак на територију коју је држала Немачка, заузевши Краков, Варшаву и Познањ . Црвена армија је изградила своју снагу око неколико кључних мостобрана, са два фронта којима су командовали маршал Георгиј Жуков и маршал Иван Конев . Против њих, немачка група армиja А, коју је предводио генерал-пуковник Јозеф Харпе (убрзо га је заменио генерал-пуковник Фердинанд Шернер), била је бројчано надјачана пет према један. За неколико дана, немачки команданти су евакуисали концентрационе логоре, шаљући затворенике у маршевима смрти на запад, где су етнички Немци такође почели да беже. За нешто више од две недеље, Црвена армија је напредовала 483 km (300 mi) од Висле до Одре, само 99 km (62 mi) од Берлина, који је био небрањен. Међутим, Жуков је прекинуо, због континуираног отпора Немаца на његовом северном крилу (Померанија), а напредовање на Берлин је морало бити одложено до априла.

## Позадина
Након успешне операције Багратион, 1. белоруски фронт је успео да обезбеди два мостобрана западно од реке Висле између 27. јула и 4. августа 1944. 1.украјински фронт je зayзео додатни велики мостобран код  Сандомира (познат као Баранов Мостобран у немачким рачунима), око 200 km јужно од Варшаве, током офанзиве љвовско-сандомирске .
Пре офанзиве, Црвена армија је довукла велике количине материјала и људства на три мостобрана. Црвена армија је знатно надмашила противнички Вермахт у пешадији, артиљерији и оклопу. Све је то било познато немачким обавештајцима. Генерал Рајнхард Гелен, шеф Фремде Хеере Ост, пренео оцену да Хеинз Гудериан . Гудеријан је заузврат представио резултате обавештајних служби Адолфу Хитлеру, који је одбио да им верује, одбацујући очигледну совјетску снагу као „највећу превару од Џингис-кана ”. Гудеријан је предложио да се дивизије Групе армија Север заробљене у Курландском џепу евакуишу у Рајх преко Балтичког мора да би добио потребну људску снагу за одбрану, али је Хитлер то забранио. Поред тога, Хитлер је заповедио да један од главних оперативна резерва, трупе Јозеф Дитрих 'а 6. оклопне армије, да се сели у Мађарску да подржи операцију Фрухлингсервацхен .
Офанзива је померена са 20. на 12. јануар јер су метеоролошки извештаји упозоравали на отопљење касније у току месеца, а тенковима је било потребно тврдо тло за офанзиву. То није учињено да би се помогло америчким и британским снагама током битке код Булге, како је Стаљин одлучио да тврди на Јалти.

### Црвена армија
Два фронта Црвене армије су била директно укључена. 1. Белоруски фронт, држећи сектор око Варшави и на југ у Магнусзев и Пулави мостобрани, предводио је маршал Жуков; Први украјински фронт, који је заузео мостобран у Сандомиру, предводио је маршал Иван Коњев.
Жуков и Конев су за операцију имали 163 дивизије са укупно: 2.203.000 људи, 4.529 тенкова, 2.513 јуришних топова, 13.763 цијеви пољске артиљерије (76 мм или више), 14,812 минобацача, 4.936 противтенковске пушке, 2.198 Каћуша вишеструке лансере ракета, и 5.000 авиона.

#### Распоред
- 1. белоруски фронт (маршал Георгиј Жуков)
  - 47. армија (Франц Перхорович)
  - 1. пољска армија (генерал Станислав Поплавски)
  - 3. ударна армија (Николај Симониак)
  - 61. армија (Павел Алексејевич Белов)
  - 1. гардијска тенковска армија (Михаил Катуков)
  - 2. гардијска тенковска армија (Семјон Богданов)
  - 5. ударна армија (на мостобрану у Магнушеву) (Николај Берзарин)
  - 8. гардијска армија (на мостобрану у Магнушеву) (генерал Василиј Чујков)
  - 69. армија (у Пулавском мостобрану) (Владимир Колпакчи)
  - 33. армија (у Пулавском мостобрану) (Вјачеслав Цветајев)
  - 16. ваздушна армија (генерал-пуковник авијације Сергеј Игњатјевич Руденко)
- 1. украјински фронт (маршал Иван Коњев)
  - 21. армија (Дмитриј Гусев)
  - 6. армија (Владимир Глуздовски)
  - 3. гардијска армија (Василиј Гордов)
  - 13. армија (Николај Пухов)
  - 4. тенковска армија (Дмитриј Лељушенко)
  - 3. гардијска тенковска армија (Павел Рибалко)
  - 52. армија (Константин Коротејев)
  - 5. гардијска армија (Алексеј Семенович Жадов)
  - 59. армија (Иван Коровников)
  - 60. армија (Павел Курочкин)
  - 2.ваздушна армија (генерал-пуковник авијације Стефан Акимович Красовски)

### Вермахт
Совјетским снагама у овом сектору супротставила се Група армија А, која је бранила фронт који се протезао од положаја источно од Варшаве јужно дуж Висле, скоро до ушћа реке Сан . На том месту је постојао велики совјетски мостобран преко Висле у области Баранова пре него што је фронт наставио на југ до Јасла .
У групи су биле три армије; 9. армија распоређена око Варшаве, 4. тенковска армија преко пута Баранова у кривини Висле, а 17. армија на југу. Снаге су имале укупно 450.000 војника, 4.100 артиљеријских оруђа и 1.150 тенкова. Групу армија А предводио је генерал-пуковник Јозеф Харпе (којег је, након што је офанзива почела, 20. јануара заменио генерал-пуковник Фердинанд Шернер).

#### Размештај војске
- Група армија А (генерал-пуковник Јосеф Харпе до 20. јануара; затим Фердинанд Сцхорнер)
  - 9. армија (генерал Смило Фрајхер фон Литвиц до 20. јануара; затим генерал Теодор Бусе)
    - LVI тенковски корпус (генерал Јоханес Блок)
    - XXXXVI Панцер корпус (генерал Волтер Фриз)
    - VIII корпус (генерал Валтер Хартман)

  - 4. тенковска армија (генерал Фриц-Хуберт Грезер)
    - XLII корпус (генерал Херман Рекнагел)
    - XXIV тенковски корпус (генерал Валтер Неринг) [10]
    - XLVIII тенковски корпус (генерал Максимилијан Рајхсфрајхер фон Еделсхајм)

  - 17. армија (генерал Фридрих Шулц)
    - LIX корпус (генерал Едгар Рохрихт)
    - XI корпус (генерал Рудолф фон Бунау)
    - XI СС тенковски корпус (СС- обергрупенфирер Матијас Клајнхајстеркамп)

Немачка обавештајна служба је проценила да су совјетске снаге имале бројчану супериорност од 3:1 над немачким снагама; била је у ствари надмоћ од 5:1. На великом мостобрану Баранов/Сандомиерз, Четврта тенковска армија је морала да се брани са „упоришта“ у неким областима, пошто јој је недостајала пешадија која би обезбедила непрекидну линију фронта. Поред тога, по Хитлеровом експресном наређењу, две немачке одбрамбене линије ( Гросскампфлиније и Хаупткампфлиније ) биле су постављене веома близу једна другој, постављајући главну одбрану у домету удара совјетске артиљерије. 
Офанзива је почела на мостобрану у Баранову у 04:35 12. јануара интензивним бомбардовањем из топова 1. украјинског фронта на положаје 4. тенковске армије. Концентрисано против дивизија 48. Панцер корпуса, које су биле распоређене преко лица мостобрана, бомбардовање је ефективно уништило њихов капацитет да одговоре; командант батаљона 68. пешадијске дивизије изјавио је да сам „почео операцију са батаљоном мање снаге […] након што се дим совјетске припреме разишао [. . . ] Остао ми је само вод борбено способних војника.“ 
Након почетног баража уследили су истражни напади и даље тешко бомбардовање у 10:00. У време када су главне снаге 3. гардијске и 4. тенковске армије кренуле напред четири сата касније, Четврта тенковска армија је већ изгубила до ⅔ своје артиљерије и ¼ својих трупа.
Совјетске јединице су брзо напредовале, кренувши да одсеку браниоце код Киелцеа . Оклопне резерве централног корпуса 4. тенковске армије, 24. панцер корпуса, биле су ангажоване, али су претрпеле озбиљна оштећења када су стигле до Киелцеа и већ су биле заобиђене. 48. тенковски корпус, на јужном крилу Четврте оклопне армије, у то време је био потпуно уништен, заједно са великим делом Рекнагеловог 42. корпуса на северу. И самог Рекнагела би пољски партизани убили 23. јануара. До 14. јануара, 1. украјински фронт је присилно прешао реку Ниду и почео да напредује према Радомском и Варти . Последња кохезивна формација 4. тенковске армије, 24. Панцер корпус, држао се око Кјелцеа до ноћи 16. јануара, пре него што је њен командант донео одлуку о повлачењу.
Први белоруски фронт, северно од Коњева, почео је напад на немачку 9. армију са мостобрана Магнушев и Пуłави у 08:30, поново почевши тешким бомбардовањем. 33. и 69. армија су избиле са пулавског мостобрана на дубину од 30 km (19 mi), док су 5. ударна и 8. гардијска армија избиле са  магнушевског мостобрана 1. и 2. гардијске тенковске армије су ангажоване након њих да искористе пробој. Напредовање 69. армије са мостобрана Пулавија било је посебно успешно, при чему се одбрамбени 56.оклопни корпус распао након што му је одсечена линија повлачења. Иако је 9. армија извела многе локалне контранападе, сви су били одбачени; 69. армија је разбила последње линије одбране и ослободила Радом, док је 2. гардијска тенковска армија кренула на Сохачев а 1. гардијска тенковска армија је добила наређење да заузме мостобране преко Пилице и нападне према Лођу . У међувремену, 47. армија је прешла Вислу и кренула ка Варшави са севера, док су 61. и 1. пољска армија опколиле град са југа.
Једини већи немачки одговор стигао је 15. јануара, када је Хитлер (против савета Гудеријана) наредио Панцеркорпс Гроßдеутсцхланд Дитриха фон Заукена из Источне Пруске да покрије пробој направљен у сектору 4. Панцер армије, али је напредовање Жуковљевих снага присилио га да се детренира у Лођу а да није ни постигао свој циљ. Након што је покрила повлачење 9. армије, била је принуђена да се повуче на југозапад према Варту.

### Ослобођење Кракова; бекство 24. Панцер корпуса
Дана 17. јануара, Коњев је добио нове циљеве: да напредује према Бреславу користећи своје механизоване снаге и да употреби комбиноване снаге 60. и 59. армије да отвори напад на јужном крилу ка индустријском срцу Горње Шлезије преко Кракова. . Краков је ослобођен неоштећен 19. јануара након што је опкољење 59. и 60. армије, у спрези са 4. гардијским тенковским корпусом, приморало немачке браниоце да се журно повуку.
Друга етапа циља 1. украјинског фронта била је далеко сложенија, јер је од њих било потребно да опколе и обезбеде читав индустријски регион Горње Шлезије, где их је чекала Шулцова 17. армија. Конев је наредио да 59. и 60. армија напредују фронтално, док је 21. армија опколила подручје са севера. Затим је наредио Рибалковој 3. гардијској тенковској армији, која се креће на Бреслау, да од 20. јануара замахне ка југу дуж горње Одре, прекинувши повлачење 17. армије.
У међувремену, разбијени остаци 4. тенковске армије и даље су покушавали да дођу до немачких линија. До 18. јануара, Неринг и његов 24. Панзер корпус су открили да је њихов намеравани пут ка северу био блокиран, па су се повукли назад на запад, апсорбујући остатке 42. корпуса који је побегао из окружења. Већи део остатка 42. корпуса је уништен након што је био заробљен око Прзисуцха . Заклоњени јаком маглом, водећи елементи 24. Панцер корпуса стигли су до Варта 22. јануара и, након што су се повезали са Гроссдојчландским Панцер корпусом фон Заукена, коначно су могли да пређу Одру, око 350 km (220 mi) са својих положаја на почетку совјетске офанзиве.

### Повлачење 17. армије из Горње Шлезије
Шулц је 25. јануара затражио да му се дозволи да повуче својих 100.000 војника са развојне тачке око Катовица /Катовица. Ово је одбијено, а он је поновио захтев 26. јануара. Шернер је на крају дозволио Шулцу да повуче своје снаге у ноћи 27. јануара, док је Коњев – који је 17. армији дао довољно простора да се повуче без пружања озбиљног отпора – обезбедио подручје неоштећено.
На северном крилу Конева, 4. тенковска армија је предводила напредовање до Одре, где је обезбедила главни мостобран код Штајнауа . Трупе 5. гардијске армије успоставиле су други мостобран узводно код Охлауа .

### Напредовање 1. белоруског фронта
У северном сектору офанзиве, Жуковљев 1. белоруски фронт је такође брзо напредовао, пошто 9. армија више није била у стању да пружа кохерентан отпор. Њен 36. тенковски корпус, који се налазио иза Варшаве, потиснут је преко Висле у суседни сектор Друге армије. Варшава је заузета 17. јануара, пошто је штаб групе армија А издао наређење да се град напусти; јединице 2. гардијске и 3. ударне армије које су ушле у град биле су дубоко погођене пустошењем које су направиле немачке снаге након Варшавског устанка . Хитлер је, с друге стране, био бесан због напуштања 'тврђаве', ухапсивши пуковника Богислава фон Бонина, шефа Оперативног огранка ОКХ, и сменио команданте 9. армије и 56. Панцер корпуса; Генерали Смило Фрајхер фон Литвиц и Валтер Фриз .
2. гардијска тенковска армија је напредовала до Одре, док је на југу 8. гардијска армија стигла до Лођа до 18. јануара и ослободила  га до 19. јануара. 1. гардијска тенковска армија кренула је да опколи Познањ до 25. јануара, а 8. гардијска армија је почела да се пробија у град следећег дана, иако је у опсади Познања било дуготрајних и интензивних борби пре него што је град коначно заузет. .
Североисточно од Жуковљевог 1. белоруског фронта, претходнице 2. белоруског фронта маршала Рокосовског који су учествовали у источнопруској офанзиви стигли су до балтичке обале делте Висле до 24. јануара и тако успели да изолују групу армија Центар у Источној Пруској. Дана 27. јануара, заузета је напуштена Вучја јазбина - некадашњи Хитлеров штаб на Источном фронту.

### Жуковљево напредовање до Одре
Након што је опколила Познањ, 1. гардијска тенковска армија напредовала је дубоко у утврђени регион око реке Обра против неодређеног отпора разних јединица Фолкстурма и Вермахта . Ипак, јачи отпор је био на прилазима тврђави Кустрин .
Немачка реорганизација командне структуре која је резултирала стварањем Групе армија Висла била је праћена ослобађањем неколико додатних формација за одбрану; V СС брдски корпус, са две резервне пешадијске дивизије, распоређен је дуж Обре и предратних граничних утврђења познатих као Тиерсцхтигел Риегел, док је Панцергренадирска дивизија Курмарк добила наређење да га појача.
16. јануара 1945. пуковник Богислав фон Бонин, начелник Оперативнe yправе Генералштаба армије ( Генералстаб дес Хеерес ), дао је Армијској групи А дозволу да се повуче из Варшаве, поништавајући директно наређење Хитлера да се држе чврсто. Три дана касније фон Бонина је ухапсио Гестапо и прво затворио у концентрациони логор Флосенбирг, а затим у Дахау . Официр је коначно ослобођен заједно са другим затвореницима у Јужном Тиролу од стране америчке војске у мају 1945.
Војни историчар Ерл Зимке овако је описао напредовање:
25. Жуковљеве главне снаге прошле су Познањ и напрадовала западно ка Кустрину на Одри 40 километара источно од Берлина. Правац совјетског напредовања изгледао је као гигантски талас, циљајући линију од Варшаве до Познања, до Берлина. Цела група армија А била је скроз затечена и повукла се скроз до Одре. Са друге стране Немци нису имали ништа осим скелетне групе армија коју је Хитлер направио пре пар дана и назвао је Група Армија Висла.
Хитлер је 25. јануара преименовао три групе армија. Група армија Север је постала Група армија Курландија ; Група армија Центар је постала Група армија Север, а Група армија А је постала Група армија Центар.
2. гардијска тенковска и 5. ударна армија стигле су до Одре готово без отпора; јединица 5. ударне армије прешла је речни лед и већ 31. јануара заузела град Киниц. 
Ставка је 2. фебруара прогласила операцију завршеном. Жуков се у почетку надао да ће напредовати директно на Берлин, пошто је немачка одбрана у великој мери пропала. Међутим, откривени северни бок 1. белоруског фронта у Померанији, заједно са немачким контранападом (операција Солстициј) против његових врхова копаља, уверио је совјетску команду да је неопходно очистити немачке снаге из Помераније у офанзиви у Источном Померанији пре офанзиве у Берлину. могао да настави.

## Ослобођење нацистичких концентрационих логора
У јулу 1944. совјетска 8. гардијска ослободила је Лублин и после кратког окршаја са немачким снагама изван града наишла на концентрациони логор Мајданек . Иако су Совјети позвали штампу из целог света да присуствују ужасима логора, ратне вести су засениле тај догађај.
Након што су ухваћени неспремни у Мајданеку, нацисти су схватили да ће Совјети на крају пронаћи све логоре у источној Европи (са свим затвореницима и стражарима који су још увек присутни) ако се нешто не предузме. Као резултат тога, до средине јануара, полицијске јединице под контролом СС- а и нациста почеле су да терају хиљаде логораша из Пољске, источне Пруске, Шлезије и Помераније да се удаље од Црвене армије која је напредовала на запад. Маршеви смрти, који су се одвијали стотинама километара у условима испод нуле, без хране и лекова, довели су до тога да су хиљаде затвореника концентрационих логора и савезничких ратних заробљеника умрли на путу. Процењује се да је у марту и априлу 1945. најмање 250.000 мушкараца и жена марширало пешице у срце Немачке и Аустрије понекад недељама.
27. јануара, трупе Коњевљевог 1. украјинског фронта ( 322. стрељачка дивизија, 60. армија) ослободиле су концентрациони логор Аушвиц . Упркос покушајима повлачења јединица СС-а да униште делове логора, совјетске снаге су и даље пронашле графичке доказе Холокауста . Совјети би такође ослободили логоре као што су Плашов, Штутхоф и Равенсбрик .

## Бекство етничких Немаца
У очекивању приближавања Црвене армије, Вермахт који се повлачио је оставио делове немачке територије углавном напуштене. Са распрострањеним неконтролисаним хаосом који је избио, појавили су се бројни извештаји о пљачки и нападима на етничке Немце. Штавише, нацистичка пропаганда је толико демонизовала Совјетску армију да је већина Немаца покушала да побегне. Милиони етничких немачких избеглица побегли су на запад, тражећи релативну сигурност у централној или западној Немачкој, или чак у притвору Американаца и Британаца западно од Рајне .

## Исход
Офанзива Висла-Одер била је велики успех за совјетску војску. За неколико дана укључене снаге су напредовале стотинама километара, заузевши већи део Пољске и ударивши дубоко унутар предратних граница Рајха. Офанзива је сломила кичму Групи армија А и великом делу преосталог капацитета Немачке за војни отпор. Међутим, упорни отпор немачких снага у Шлезији и Померанији, као и наставак борби у Источној Пруској, значили су да је коначна офанзива на Берлин одложена за два месеца, до када је Вермахт поново изградио значајне снаге на овом осовина.

## Последице
31. јануара, совјетска офанзива је добровољно заустављена, иако је Берлин био небрањен и само око 70 km (43 mi) далеко од совјетских мостобрана преко реке Одре . После рата је беснела дебата, углавном између Василија Чујкова и Георгија Жукова, да ли је мудро зауставити офанзиву. Чујков је тврдио да је Берлин требало да буде заузет тада, док је Жуков бранио одлуку да се заустави.
После операције уследио је период од неколико недеља чишћења и консолидације од стране Црвене армије, уз текуће тешке борбе у џеповима на северу. Дана 16. априла, Црвена армија је скочила са линија на рекама Одра и Нејсе, почетна фаза битке за Берлин, која се показала као кулминација офанзиве рата на Источном фронту . Чини се да релативно брз напредак ове нове офанзиве ка срцу Немачке илуструје кумулативни обим ерозије способности Вермахта да брани широк фронт. Ипак, остали су опасни противници неколико недеља дуже, посебно када им је било дозвољено или приморани да се концентришу у ограниченим областима.